# Trichistosoma conicaudatum
Trichistosoma conicaudatum is een rondwormensoort uit de familie van de Tripyloididae. De wetenschappelijke naam van de soort is voor het eerst geldig gepubliceerd in 1951 door Schuurmans Stekhoven.